# Карповский сельсовет (Коммунистический район)
Карповский сельсовет — упразднённая административно-территориальная единица, существовавшая на территории Московской губернии и Московской области до 1954 года.
Карповский сельсовет был образован в первые годы советской власти. По данным 1918 года он входил в состав Синьковской волости Дмитровского уезда Московской губернии.
По данным 1926 года в состав сельсовета входили сёла Карпово и Юрьево, деревни Дубровки, Дятлино и Пулиха, а также хутора Карпово, Дубровское, Дятлинское и Юрьевское.
В 1929 году Карповский с/с был отнесён к Дмитровскому району Московского округа Московской области. При этом к нему был присоединён Голядский с/с.
27 февраля 1935 года Карповский с/с был передан в Коммунистический район.
4 января 1952 года из Синьковского с/с в Карповский было передано селение Лучинское, а из Арбузовского с/с — селение Савельево.
14 июня 1954 года Карповский с/с был упразднён. При этом его территория (селения Дуброво, Дятлино, Карпово, Лучинское, Пулиха, Савельево и Юрьево) была передана в Синьковский с/с.